# Telocera
Telocera is een kevergeslacht uit de familie van de boktorren (Cerambycidae). De wetenschappelijke naam van het geslacht werd voor het eerst geldig gepubliceerd in 1858 door White.

## Soorten
Telocera is monotypisch en omvat slechts de volgende soort:
- Telocera wollastoni White, 1858